# Język lisu
Język lisu – język używany w północno-zachodnim Junnanie (około 600 tys. użytkowników), północno-wschodniej Mjanmie (niecałe 300 tys.), północnej Tajlandii i w północno-wschodnich Indiach. Pełni funkcję lingua franca pośród kilku grup etnicznych w północno-zachodnim Junnanie i na północnym krańcu Mjanmy, wypierając m.in. języki nùng i laemae. Część osób z ludu Lipo w północno-środkowym Junnanie mówi blisko spokrewnionym język lipo, klasyfikowanym przez Chińczyków jako wariant lisu (stąd inna nazwa języka lipo to lisu wschodni).

## Pismo
Ma dwa zlatynizowane systemy pisma:
- alfabet Frasera – z ortografią opracowaną przez misjonarza Jamesa Outrama Frasera w 1914 r.
- z ortografią opartą na chińskim systemie pinyin – z 1958 r.